# دی‌کلروفلوئورومتان
دی‌کلروفلوئورومتان (به انگلیسی: Dichlorofluoromethane) با فرمول شیمیایی CHCl۲F یک ترکیب شیمیایی با شناسه پاب‌کم ۶۳۷۰ است. که جرم مولی آن 102.92 g/mol می‌باشد. شکل ظاهری این ترکیب، گاز بی‌رنگ است.